# 施萊縣 (喬治亞州)
施萊縣（英語：Schley County）是美國喬治亞州西部的一個縣。面積435平方公里。根據美國2000年人口普查，共有人口3,766人。縣治艾拉維（Ellaville）。
成立於1857年12月22日。縣名紀念聯邦眾議員、州長威廉·施萊（William Schley）。